# España en el Campeonato Mundial de Atletismo de 2022
La selección española de atletismo acudió al Campeonato Mundial de Atletismo de 2022, celebrado en el estadio Hayward Field de Eugene (Oregón) entre el 15 y el 24 de julio de 2022, con un total de 56 atletas (34 hombres y 22 mujeres). 19 de ellos (9 hombres y 10 mujeres) solo participaron en los relevos.

## Medallas
Se lograron dos medallas de bronce a cargo de Mohamed Katir en los 1500 m y Asier Martínez en los 110 m vallas. En la anterior edición se había conseguido una medalla de bronce. España acabó en el puesto 39.º del medallero.

## Finalistas
Se obtuvieron ocho puestos de finalista en total, los mismos que en la edición anterior. Además de las medallas de Katir y Martínez, fueron finalistas Mario García Romo (4.º en 1500 m), Raquel González (5.ª en 35 km marcha), el relevo 4 × 100 m femenino (5.º), Laura García-Caro (6.ª en 35 km marcha), Álvaro Martín (7.º en 20 km marcha) y Eusebio Cáceres (8.º en salto de longitud). España acabó en el puesto 24.º de la clasificación global, según el sistema de puntos por finalistas.

## Participación
El detalle de la actuación española en la XVII edición de los Campeonatos del Mundo de Atletismo se recoge en la siguiente tabla:
| Atletas                                                          | Pruebas                     | Actuación                                                                                                |
| ---------------------------------------------------------------- | --------------------------- | --- |
| Álvaro de Arriba                                                 | 800 metros                  | Semifinal: 3.º en su serie (1:49.30) y 7.º en su semifinal (1:46.30)                                     |
| Adrián Ben                                                       | 800 metros                  | 1.ª ronda: 4.º en su serie (1:46.71)                                                                     |
| Mariano García                                                   | 800 metros                  | Semifinal: 3.º en su serie (1:45.74) y 6.º en su semifinal (1:46.70)                                     |
| Ignacio Fontes                                                   | 1500 metros                 | Final: 7.º en su serie (3:36.69), 5.º en su semifinal (3:37.21) y 11.º en la final (3:34.71 )            |
| Mario García Romo                                                | 1500 metros                 | Finalista: 5.º en su serie (3:35.43 ), 2.º en su semifinal (3:37.01) y 4.º en la final (3:30.20 )        |
| Mohamed Katir                                                    | 1500 metros                 | Medalla de bronce: 7.º en su serie (3:39.45), 2.º en su semifinal (3:34.45) y 3.º en la final (3:29.90 ) |
| Adel Mechaal                                                     | 5000 metros                 | 1.ª ronda: 11.º en su serie (13:36.48)                                                                   |
| Carlos Mayo                                                      | 10 000 metros               | 13.º: 27:50.61                                                                                           |
| Asier Martínez                                                   | 110 metros vallas           | Medalla de bronce: 1.º en su serie (13.37), 2.º en su semifinal (13.26) y 3.º en la final (13.17 )       |
| Enrique Llopis                                                   | 110 metros vallas           | Semifinal: 5.º en su serie (13.58) y 8.º en su semifinal (13.44)                                         |
| Daniel Arce                                                      | 3000 metros obstáculos      | Final: 5.º en su serie (8:21.06) y 9.º en la final (8:30.05)                                             |
| Sebastián Martos                                                 | 3000 metros obstáculos      | Final: 5.º en su serie (8:18.94) y 14.º en la final (8:36.66)                                            |
| Víctor Ruiz                                                      | 3000 metros obstáculos      | 1.ª ronda: 11.º en su serie (8:33.42)                                                                    |
| Eusebio Cáceres                                                  | Salto de longitud           | Finalista: 5.º en su grupo de calificación (8.03) y 8.º en la final (7.93)                               |
| Héctor Santos                                                    | Salto de longitud           | Calificación: Sin marca en su grupo de calificación                                                      |
| Pablo Torrijos                                                   | Triple salto                | Calificación: 13.º en su grupo de calificación (16.32)                                                   |
| Carlos Tobalina                                                  | Lanzamiento de peso         | Calificación: 12.º en su grupo de calificación (19.70)                                                   |
| Javier Cienfuegos                                                | Lanzamiento de martillo     | Calificación: 8.º en su grupo de calificación (74.25)                                                    |
| Manu Quijera                                                     | Lanzamiento de jabalina     | Calificación: 9.º en su grupo de calificación (78.61)                                                    |
| Alberto Amezcua                                                  | 20 kilómetros marcha        | 9.º (1h20:44)                                                                                            |
| Diego García Carrera                                             | 20 kilómetros marcha        | 16.º (1h23:21)                                                                                           |
| Álvaro Martín                                                    | 20 kilómetros marcha        | Finalista: 7.º (1h20:19)                                                                                 |
| Álvaro López                                                     | 35 kilómetros marcha        | 32.º (2h36:20)                                                                                           |
| Miguel Ángel López                                               | 35 kilómetros marcha        | 10.º (2h25:58 )                                                                                          |
| Marc Tur                                                         | 35 kilómetros marcha        | Descalificado                                                                                            |
| Bernat Canet Pol Retamal Jesús Gómez Sergio López                | Relevo 4 × 100 metros       | 1.ª ronda: 6.º en su serie (38.70 )                                                                      |
| María Isabel Pérez                                               | 100 metros                  | Calificación: 5.ª en su serie (11.30)                                                                    |
| Marta Pérez                                                      | 1500 metros                 | Final: 8.ª en su serie (4:05.92 ), 7.ª en su semifinal (4:04.24 ) y 11.ª en la final (4:04.25)           |
| Sara Gallego                                                     | 400 metros vallas           | Semifinal: 3.ª en su serie (55.09) y 5.ª en su semifinal (54.49)                                         |
| Carolina Robles                                                  | 3000 metros obstáculos      | 1.ª ronda: 9.ª en su serie (9:28.24 )                                                                    |
| Irene Sánchez-Escribano                                          | 3000 metros obstáculos      | 1.ª ronda: 10.ª en su serie (9:23.94 )                                                                   |
| Fátima Diame                                                     | Salto de longitud           | Calificación: 9.ª en su grupo (6.54)                                                                     |
| Belén Toimil                                                     | Lanzamiento de peso         | Calificación: 10.ª en su grupo (17.48)                                                                   |
| Laura Redondo                                                    | Lanzamiento de martillo     | Calificación: 8.ª en su grupo (68.67)                                                                    |
| Claudia Conte                                                    | Heptatlón                   | 9.ª: 6194 pts (13.65 - 1.86 - 12.46 - 24.77 - 6.00 - 44.69 - 2:14.14)                                    |
| María Pérez                                                      | 20 kilómetros marcha        | Descalificada                                                                                            |
| Laura García-Caro                                                | 35 kilómetros marcha        | Finalista: 6.ª (2h42:45)                                                                                 |
| Raquel González                                                  | 35 kilómetros marcha        | Finalista: 5.ª (2h42:27)                                                                                 |
| Sonia Molina-Prados Jaël Bestué Paula Sevilla María Isabel Pérez | Relevo 4 × 100 metros       | Finalista: 2.ª en su serie (42.61 ) y 5.ª en la final (42.58 )                                           |
| Eva Santidrián Aauri Bokesa Laura Hernández Carmen Avilés        | Relevo 4 × 400 metros       | 1.ª ronda: 7.ª en su serie (3:32.87)                                                                     |
| Iñaki Cañal Sara Gallego Óscar Husillos Eva Santidrián           | Relevo 4 × 400 metros mixto | 1.ª ronda: 4.º en su serie (3:16.14 )                                                                    |